# Anna Cmaylo
Anna Cmaylo (* 14. November 1986 in Teaneck) ist eine ehemalige US-amerikanische Volleyballspielerin.

## Karriere
Cmyalo begann ihre sportliche Karriere 2004 an der Santa Clara University. Dort studierte sie außerdem Politikwissenschaft und Romanistik. 2008 kam die US-Amerikanerin erstmals nach Europa und spielte für den Schweizer Erstligisten VBC Cheseaux. In der Saison 2009/10 stand sie in Österreich beim ATSC Klagenfurt unter Vertrag. Am Ende der Spielzeit erkrankte sie am Pfeiffer-Drüsenfieber. Im Sommer 2010 wechselte die Mittelblockerin zum Challenge-Cup-Sieger Dresdner SC. Mit dem Bundesligisten wurde Cmaylo 2011 und 2012 deutscher Vizemeister. Danach ging sie wieder zurück nach Klagenfurt, um ihren Master in Wirtschaftswissenschaft zu machen, den sie 2014 erfolgreich erhielt.